# Staurogyne jaherii
Staurogyne jaherii är en akantusväxtart som beskrevs av Cornelis Eliza Bertus Bremekamp. Staurogyne jaherii ingår i släktet Staurogyne och familjen akantusväxter. Inga underarter finns listade i Catalogue of Life.